# Centre scolaire Sainte-Marie La Sagesse
 (juin 2017).
Si vous disposez d'ouvrages ou d'articles de référence ou si vous connaissez des sites web de qualité traitant du thème abordé ici, merci de compléter l'article en donnant les références utiles à sa vérifiabilité et en les liant à la section « Notes et références ».
 (août 2025).
Motif : article sans sources depuis 2017. Sans que cela gêne outre mesure les contributeurs plus récents... cette absence de sources secondaires indépendantes, pérennes et de qualité remet en cause la notoriété encyclopédique de cet établissement d'enseignement
- Archive Wikiwix
- Bing
- Cairn
- DuckDuckGo
- E. Universalis
- Gallica
- Google
- G. Books
- G. News
- G. Scholar
- Persée
- Qwant
- (zh) Baidu
- (ru) Yandex
- (wd) trouver des œuvres sur Wikidata

| 1. | Préciser le motif de la pose du bandeau. | Précisez le motif de la pose du bandeau en utilisant la syntaxe suivante : {{admissibilité à vérifier\|date=août 2025\|motif=remplacez ce texte par le motif}}                                               |
| 2. | Informer les utilisateurs concernés.     | Pensez à avertir le créateur de l'article, par exemple, en insérant le code ci-dessous sur sa page de discussion : {{subst:avertissement admissibilité à vérifier\|Centre scolaire Sainte-Marie La Sagesse}} |

Pour les articles homonymes, voir Sainte-Marie, Lycée Sainte-Marie et Collège Sainte-Marie.
L'Institut Sainte-Marie est un établissement scolaire de Bruxelles, fondé à Schaerbeek en 1879.
Initialement situé rue des Palais, l'Institut a déménagé vers la chaussée de Haecht, au n°164, au début du XXe siècle. Longtemps réservé aux garçons (les filles fréquentaient l'"Institut des Dames de Marie"), l'établissement est aujourd'hui mixte. Appelé également l'ISM, l'Institut a été rebaptisé Centre scolaire Sainte-Marie La Sagesse. Il accueille aujourd'hui un public essentiellement issu des immigrations turque et marocaine, fort présentes dans le quartier, et organise les enseignements général, technique et professionnel.
- Accès : lignes 25 et 92 du tramway de Bruxelles et les lignes 65 et 66 des autobus de Bruxelles arrêt Robiano ou ligne 93 du tramway de Bruxelles arrêt Sainte-Marie

## Directeurs
- de 1879 à 1888 : Abbé Raphaël Steemans (1843-1918)
- de 1888 à 1896 : Abbé Henri Jacobs (1849-1904)
- de 1896 à 1919 : Chanoine Gérald Kips (1868-1927)
- de 1919 à 1930 : Monseigneur Albert Michiels (1879-1971)
- de 1930 à 1941 : Abbé Fernand Willocx (1898-1991)
- de 1941 à 1945 : Chanoine Arthur Huysman (1899-1977)
- de 1945 à 1959 : Chanoine Firmin Budts (1908-2000)
- de 1959 à 1968 : Abbé Raymond Loonbeek (1926-2003)
- de 1968 à 1980 : Abbé Michel Bayet (1924-1985)
- de 1980 à 1999 : Jules Milde
- de 1999 à 2007 : Béatrice Van de Put
- de 2007 à 2009 : Patrick de Pourcq
- de 2009 à 2014 : Béatrice Van de Put
- de 2014 à 2017 : Pascal Novak
- de 2017 à 2019 : Tristan Di Filippo
- depuis 2019 : Philippe Declercq[1]

## Élèves et professeurs célèbres
- Frédérique Nolet de Brauwere, artiste visuelle
- Sophie Alouf-Bertot, artiste plasticienne
- Michèle Cédric, journaliste, animatrice de radio et de télévision
- Alain Courtois, homme politique belge
- Marcel Crochet, ancien recteur de l'UCLouvain
- Jed El Khalidy, rappeur belge (2008)
- Luc Michel, chirurgien, professeur émérite de l'UCLouvain
- Christian Ost, ancien recteur de l'ICHEC
- Rajesh Rajilal, réalisateur du film Queen Elizabeth I
- Stephan Streker, écrivain et cinéaste, réalisateur de Noces
- Cardinal Léon-Joseph Suenens (1904-1996), primat de Belgique, archevêque de Malines-Bruxelles (1961-1980)
- Jean-Claude Van den Eynde, pianiste, 3e lauréat au Concours musical international Reine Élisabeth 1964
- Rudi Vervoort, homme politique belge

## Cercle royal des anciens élèves de l'Institut Sainte-Marie asbl

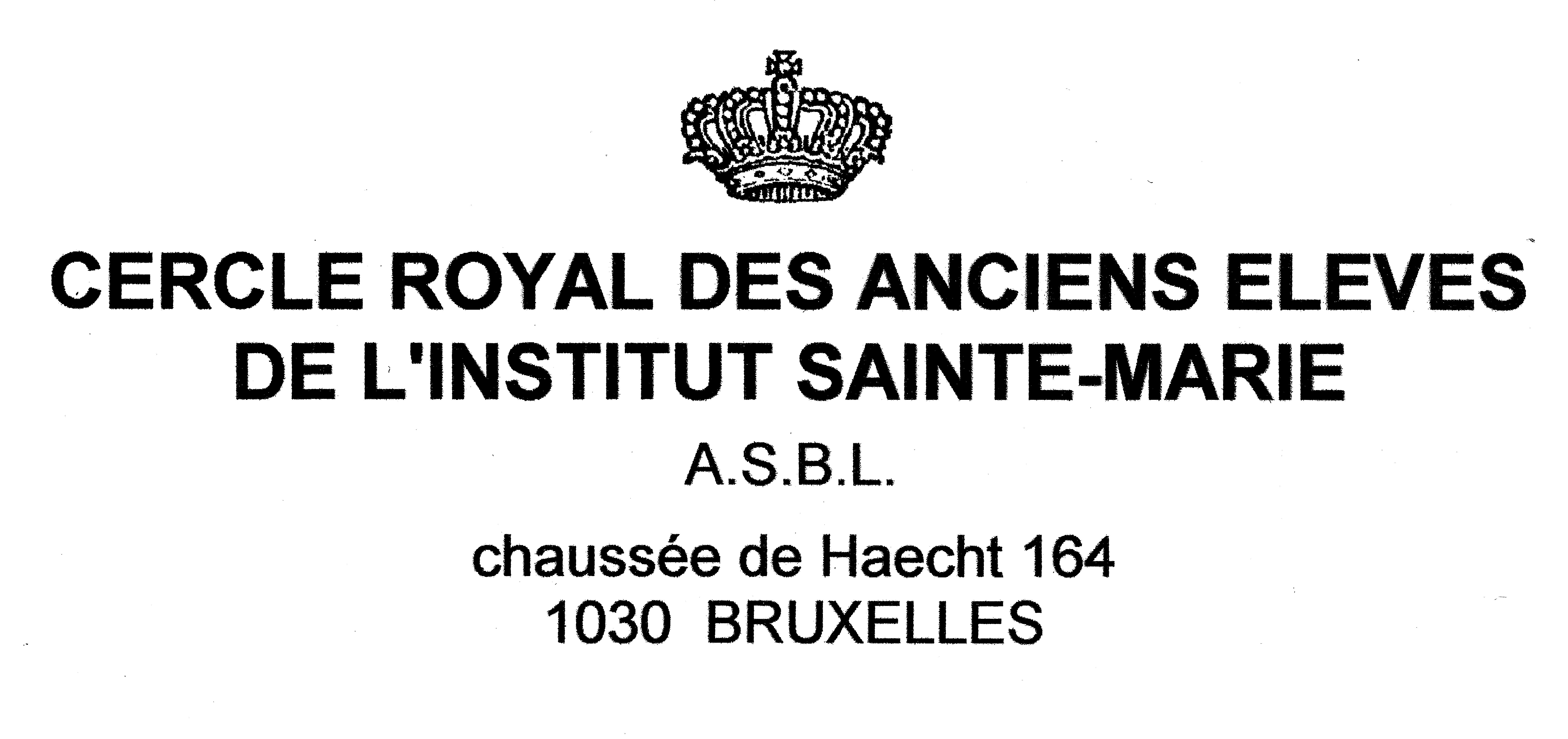
Logo Cercle Royal des Anciens Élèves de l'Institut Sainte-Marie

Association des anciens de l’Institut Sainte-Marie (alumni) fondée en 1890 et constituée en asbl depuis 1959. Le Cercle a son siège social au 164 Chaussée de Haecht à Schaerbeek. L’association a pour but d’offrir à ses membres un centre de relations agréables ou utiles ; de faciliter, par l’octroi de bourses d’études, l’accès à l’université et aux études supérieures de certains de ses membres; de soutenir matériellement et moralement ses membres, ainsi que les œuvres de l’Institut ou celles créées par le Cercle. L’association est administrée par un conseil de 10 membres au moins et de 17 membres au plus.
Le Cercle édite, depuis 1914, la Revue Sainte-Marie, aujourd'hui Revue Sainte-Marie La Sagesse (périodique trimestriel). 
Il possède son site internet.

### Histoire

#### Les origines: de la fondation du Cercle à la Première Guerre mondiale (1890-1914)

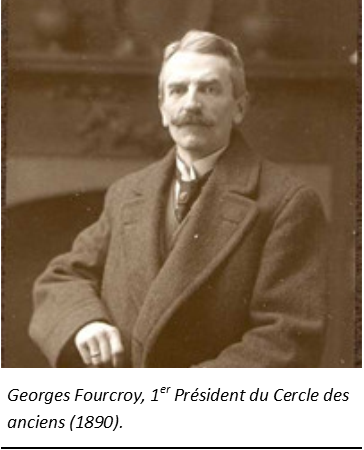
1er président du Cercle Royal des Anciens Élèves de l'Institut Sainte-Marie

C’est à Hal, sous la houlette d’un jeune homme du nom de Georges Fourcroy, que fut créé le Cercle des anciens. En septembre 1890, une première assemblée générale se réunit pour constituer un comité dont Georges Fourcroy fut élu président. Le Cercle bénéficia rapidement d’un local dans les bâtiments occupés par l’ancien Institut rue des Palais. Des réunions furent organisées tous les lundis soir. Le lundi est aujourd’hui encore le jour des réunions hebdomadaires du Cercle.
La première activité d’envergure du Cercle qui nous soit connue est l’organisation d’une soirée dramatique et musicale qui fut donnée en décembre 1890 dans la salle des fêtes de la rue des Palais. Depuis ce moment et jusqu’au déclenchement de la Première Guerre mondiale, les anciens élèves déployèrent une activité considérable, non seulement en organisant des fêtes au profit des œuvres charitables (la Conférence Saint-Stanislas et, par la suite, la Conférence Saint-Vincent de Paul) mais aussi grâce au local mis à leur disposition où ils multiplièrent les moyens de distraction (whist, bridge, king, échecs, billards, etc.).
En 1908, le Cercle déménagea au 158 de la chaussée de Haecht, lorsque fut disponible le bâtiment
des classes dont l’érection par l’Institut avait débuté en 1904. Le local du Cercle fut installé au sous-sol de ce bâtiment.
En mai 1914, à la veille de la Première Guerre mondiale, fut créé le périodique « Sainte-Marie », revue du Cercle et de l’Institut. Le Cercle y tint dès le départ ses propres rubriques. La parution mensuelle fut suspendue du fait de l’invasion allemande et de l’occupation qui s’ensuivit.
Pour cette première période, parmi les personnes qui ont contribué à la prospérité du Cercle, on retiendra particulièrement les présidents successifs mais également Maurice Sondervorst, trésorier du Cercle de 1890 à 1919.

#### Le cercle dans la tourmente de la grande guerre (1914-1918)

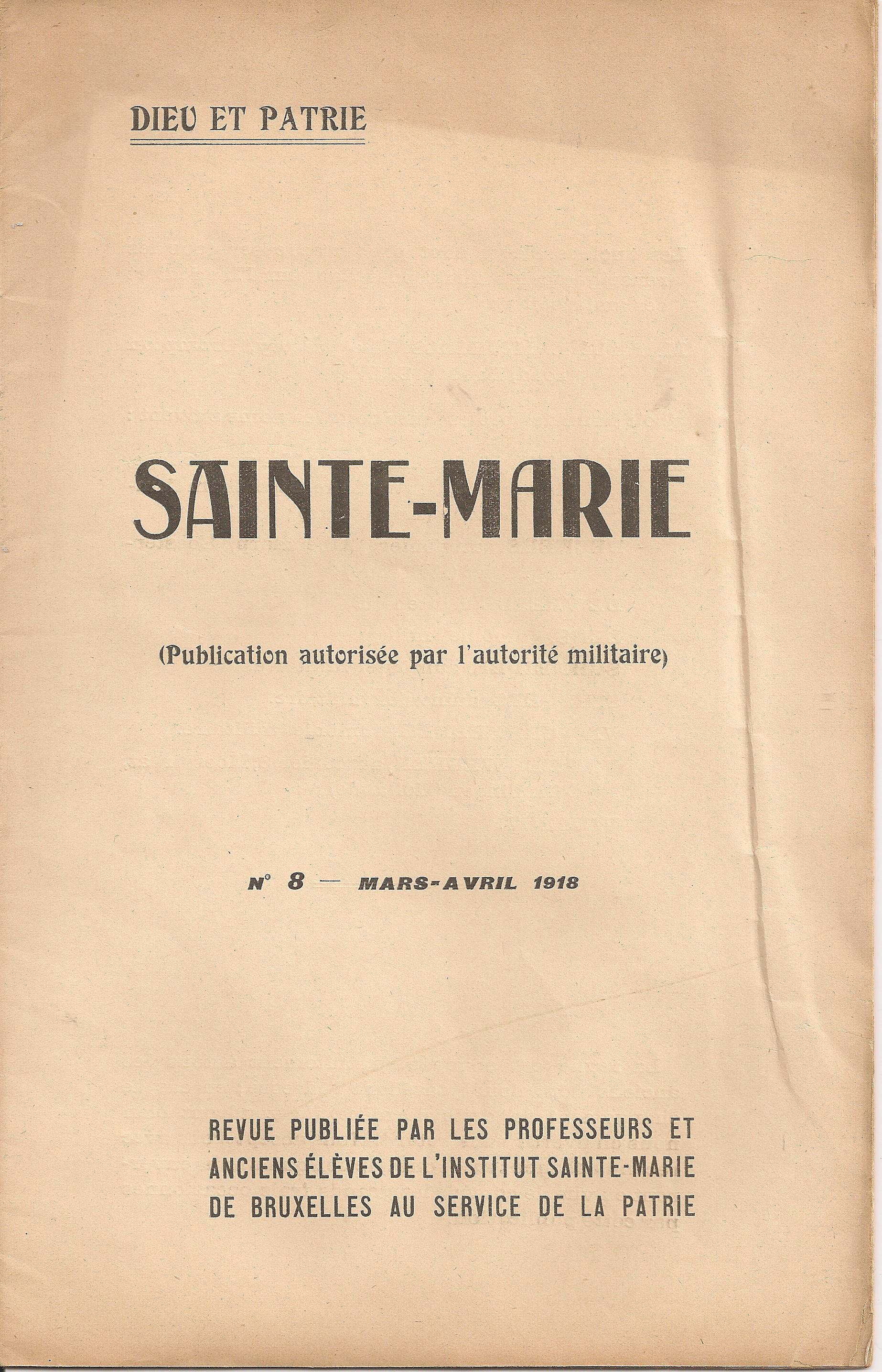
Couverture de la Revue Sainte-Marie durant la Première Guerre mondiale.

Dès le premier jour de la guerre, trois cent cinquante anciens s’enrôlèrent volontairement. Soixante-trois d’entre eux paieront de leur vie leur dévouement à la patrie. Amputé de nombre de ses éléments parmi les plus actifs, le Cercle n’en maintint pas moins ses réunions hebdomadaires du lundi soir. 
La Revue Sainte-Marie, qui reparut en Angleterre à l’initiative de l’abbé Michiels, président du Cercle et professeur à l’Institut, fondateur du Saint-Mary’s College à Norwood, en janvier 1917, nous donne divers détails sur les interrogatoires, perquisitions, détentions préventives et emprisonnements de professeurs. Dans le numéro de mai-juin 1917 on apprend également que les portes de l’Institut furent temporairement fermées par ordre de l’autorité militaire allemande. Malgré cette mesure, les professeurs réussirent à assurer la poursuite de cours grâce à la mise à disposition de plusieurs maisons particulières.

#### L’entre-deux-guerres (1919-1940)
Au sortir de la guerre, l’abbé Michiels est nommé directeur de l’Institut. C’est l’abbé Lens qui, en 1919 à son retour du front russe où il avait officié en qualité d’aumônier du corps belge des autocanons, fut désigné à la présidence du Cercle.
Le programme culturel du Cercle reprit quelques jours après la fin du conflit et ne cessa de se développer jusqu’à la Seconde Guerre mondiale. De très nombreuses pièces de théâtre ont été données soit à l’Institut, soit dans d’autres salles de la région bruxelloise (salle Patria à Bruxelles, salle de la rue Goossens à Schaerbeek, salle de l’Union coloniale à Ixelles), le bénéfice étant consacré aux œuvres charitables et ceci tant dans le cadre de la fête annuelle du Cercle que de celle de l’Institut. Alors qu’avant la guerre les acteurs étaient des anciens élèves, il fallut se résoudre à faire appel dans certains cas d’abord, de manière permanente ensuite, à des cercles d’acteurs professionnels extérieurs à l’Institut tels le Cercle Molière. Les raisons de cette nécessité étaient principalement à trouver dans le fait que peu d’acteurs avaient pu être formés pendant la guerre et dans l’interdiction existant à l’époque dans l’enseignement catholique de monter des pièces de théâtre avec des cercles d’acteurs mixtes.
Outre la grande fête annuelle, le Cercle avait pour habitude de donner une fête intime réservée aux membres et donnée au profit du Cercle. Des conférences régulières s’ajoutèrent à ces activités dès 1920. Le Cercle participa également activement au
financement du monument aux morts de l’Institut qui fut inauguré le 30 mai 1920.
C’est en février 1922 que le Cercle inaugura une tradition qui reste aujourd’hui encore particulièrement vivace, à savoir l’organisation d’un banquet annuel destiné aux anciens élèves et (anciens) professeurs de l’Institut.
Les années 1920 furent pour l’Institut, celles des grands travaux d’agrandissement réalisés sous la supervision de l’abbé Michiels, le directeur bâtisseur. Dans ce cadre, le Cercle participa dans la mesure de ses moyens aux fancy-fair organisées en
1925, 1926 et 1927 au profit de la construction de la nouvelle chapelle. 

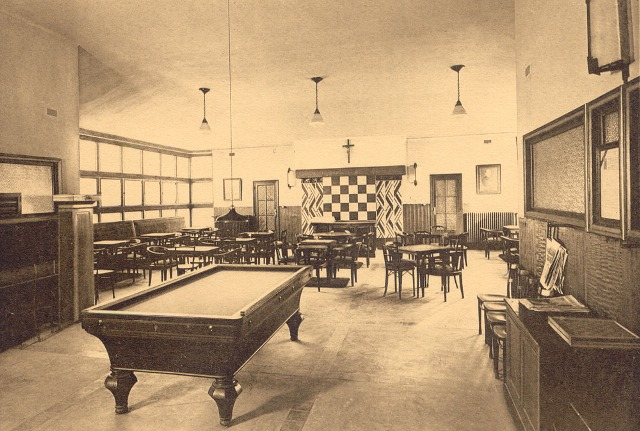
Le local du Cercle en 1929

En 1927, le Cercle ouvrit une souscription en vue du financement de son nouveau local situé au niveau du balcon de la salle Familia. Le local de cent cinquante mètres carrés fut officiellement inauguré le 18 janvier 1929. Le 16 juin de la même
année, le Cercle prit encore une part importante aux cérémonies organisées à l’occasion du 50e anniversaire de l’Institut.
Le 17 mai 1930, le Roi Albert Ier accorda au Cercle la qualification de « société royale ».
Dans les années 1930, le Cercle s’oriente, pour sa fête intime, vers des séances cinématographiques. 
En mars 1931 furent lancées les bourses d’études en faveur des anciens élèves. Les bourses d’études prirent le nom de « Fonds Aimé Sondervorst » en 1936. Il était alimenté par le Cercle et l’Institut.
En 1937, le Cercle constitua, à l’initiative de l’abbé Dellevaux, une bibliothèque destinée à ses membres. Constituée d’une quarantaine d’ouvrage au début, cette initiative pris par la suite une réelle ampleur.
À partir de la fin 1939, le Cercle organisa l’envoi de colis aux anciens élèves appelés sous les drapeaux.
Pour cette période, outre les noms des présidents successifs, on retiendra les noms d’Adolphe Schottey (secrétaire) et d’Aimé Sondervorst (vice-président).

#### La Seconde Guerre mondiale, l’après-guerre et la reconstruction (1940-1959)

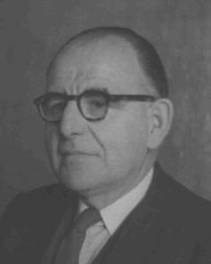
Jules Dupuis, 10e président (1949-1963)

Comme lors de la Première Guerre mondiale, nombreux furent les anciens élèves mobilisés. La vie du Cercle, déjà affectée depuis 1939, s’en ressenti fortement pendant la longue occupation qui suivit la campagne des dix-huit jours. L’envoi de colis aux anciens élèves, prisonniers de guerre, put toutefois reprendre assez rapidement et ce malgré les difficultés matérielles et morales découlant de la défaite.

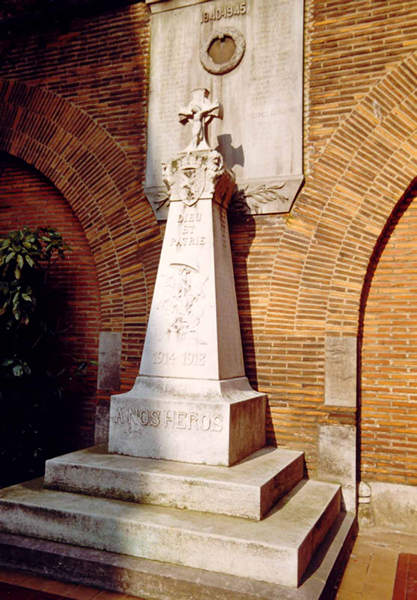
Monument aux anciens élèves morts pour la Patrie

En 1946, une fois les avoirs du Cercle débloqués dans le cadre de l’opération « Gutt », les activités reprirent.
Outre les traditionnelles réunions du lundi soir, les conférences furent les premières activités à être relancées. Ainsi, fin septembre 1946, l’abbé Bonn, ancien professeur et aumônier général de la R.A.F., section belge, donna une conférence sur le corps dont il avait fait partie. Un gala put également être organisé dès 1946 ainsi que les premières compétitions de bridge de
l’après-guerre.
En cette année, le Cercle dut faire face au départ de son dévoué président, l’abbé Van Velsen, nommé aumônier des frères des Ecoles chrétiennes des Quatre-Vents à Molenbeek Saint-Jean. À la suite de modifications statutaires, c’est un laïc, Adolphe
Schottey, qui, pour la première fois depuis Georges Fourcroy, fut nommé président du Cercle.
Le Cercle s’attela, pendant deux ans, à récolter des fonds en vue de l’érection d’un Mémorial en l’honneur des cinquante-neuf anciens élèves morts au cours du conflit. Ce Mémorial fut officiellement inauguré en 1947.
En 1949, le Cercle relança le service de bibliothèque. La même année, la fête théâtrale du Cercle permit de donner « La paix chez soi » de Courteline et « Romanesques » d’Edmond Rostan. Ce succès se concrétisa par
un bénéfice important versé aux Bourses d’étude.
En 1952, après avoir fêté deux ans auparavant avec éclat son 60e anniversaire, le succès de la fête annuelle et de la soirée de bridge permit d’attribuer une somme de 16.000 francs de l’époque aux bourses d’étude.
Globalement, sur toute la période des années 1950, le Cercle put consacrer annuellement une somme de 20.000 francs de l’époque aux bourses d’étude octroyées aux anciens élèves.
En 1956 et 1958 débutèrent le rassemblement des anciens numéros de la Revue Sainte-Marie pour en constituer une collection complète ainsi que la création d’une vaste collection de photos, le tout sous la houlette de Pierre Van Campenhoudt.
C’est également à cette époque que le Cercle se lança dans l’organisation de bals d’envergure. On loua ainsi à deux reprises la grande salle dorée de l’hôtel Atlanta, la première fois avec l’orchestre de Joe Oblin, la seconde avec les Melodains
de Marcel Coulier. Ces deux bals remportèrent un réel succès, la grande foule étant au rendez-vous.
Les années 1950 se clôturèrent enfin par la concrétisation d’un projet relancé quelques années plus tôt par le président Jules Dupuis, à savoir la transformation du Cercle, le 10 septembre 1959, en association sans but lucratif dotée de
nouveaux statuts.
Au cours de cette période, les personnalités les plus marquantes pour le Cercle furent, outre les présidents, les directeurs de l’Institut : le doyen Huysmans (1941-1945) et le chanoine Budts (1945-1959)

#### Des «golden sixties» au Centenaire de l’Institut (1960-1979)
En 1960, le Cercle organisa en collaboration avec l’Institut un rallye automobile qui rassembla une centaine de concurrents. Le local du Cercle fut entièrement rénové en 1961. Un nouveau programme culturel, constitué de galas et de conférences, fut lancé en 1962. Un programme junior fut mis sur pied en 1965 et se concrétisa par de nombreuses soirées dansantes organisées au local du Cercle. Ces soirées se poursuivirent à un rythme soutenu pendant dix ans. En 1965, Julos Beaucarne donna un récital au local du Cercle alors même que le Cercle fêtait son 75e anniversaire. Les activités de la bibliothèque diminuèrent et furent totalement cessées au milieu des années 1970.
En février 1972, le Cercle décidé de s’informatiser et de participer, dans le même mouvement, à l’acquisition de nouveaux équipements sportifs par l’Institut.
Deux ans plus tard, le Cercle bénéficia d’un legs de 80 000 francs destiné aux bourses d’études. Les bourses d’études furent alors globalisées et prirent la dénomination de « legs Huegaerts ».
En 1977, le Cercle organisa un nouveau rallye automobile et une mémorable soirée dansante en collaboration avec l’unité scoute.
Deux ans plus tard, en 1979, alors que l’Institut fêtait son centenaire et inaugurait les nouveaux locaux de l’enseignement fondamental situés rue Seutin, le Cercle participa à toutes les cérémonies, fêtes et activités organisées à cette occasion. Il
prit également une part très active dans la réalisation du Mémorial du centenaire de l’Institut.
La fin des années 1970 marqua toutefois un net essoufflement de la vie du Cercle. Les activités traditionnelles des années 1960 recueillirent de moins en moins de succès et le Cercle peina à mettre sur pied de nouvelles activités attractives. L’exode urbain et l’irruption de la télévision dans le cercle familial étaient notamment passés par là. C’est à cette époque également qu’apparurent les premiers effets sociologiques de l’immigration de l’après-guerre, les jeunes élèves issus de
celle-ci représentant alors 44 % du total des inscrits en préparatoires.
On retiendra les noms des présidents du Cercle de cette période ainsi que ceux des directeurs.

#### Les années 1980 (1980-1989)
La décennie commença par la participation du Cercle à la première opération « carrières » organisée par l’Institut en vue d’assister les élèves des classes rhétoriques dans leurs choix en matière d’études supérieures. Le Cercle continua à
participer activement à cette manifestation, en assurant même une grande partie de son financement.
En 1981, à la demande de l’Institut, le Cercle accepta de reprendre à son compte la gestion et l’édition de la Revue Sainte-Marie. Le Cercle assume toujours cette responsabilité à l’heure actuelle.
Les premières années de la décennie furent difficiles pour le Cercle. En effet, alors qu’il venait de consentir de lourds investissements informatiques, l’Institut décida de grands travaux de transformation, lesquels impliquaient notamment la démolition du local du Cercle. Dès 1984, il fut donc très difficile d’encore organiser des manifestations d’envergure à l’Institut. Le Cercle dut d’ailleurs organiser son banquet annuel hors les murs de l’Institut. Il se tint ainsi successivement rue de la Ruche et à l’hôtel Hyatt rue Royale Sainte-Marie avant de réintégrer l’Institut et le nouveau réfectoire des élèves.
En mai 1986, le Cercle participa à l’inauguration des nouveaux locaux transformés de l’Institut en assurant des visites guidées de ceux-ci. Le Cercle fut également à l’origine de l’organisation de cycles de conférences « Envol » dans la nouvelle salle Familia.
Le 6 mai 1988, le Cercle put enfin inaugurer ses nouveaux locaux au numéro 19 de l’avenue Rogier.
Pendant quatre ans, le Cercle avait été orphelin d’un local permanent, les réunions du lundi se déroulant alors généralement au foyer des élèves. Le Cercle put alors relancer des activités plus régulières et mettre en valeur ses archives riches de milliers de photos et de documents. En 1979, le Cercle fêta le 75e anniversaire de la Revue Sainte-Marie en y publiant plusieurs articles de nature historique.
Pour cette période, on retiendra les présidents du Cercle mais aussi Jules Milde, premier directeur laïc de l’Institut (1980-1999) et ancien élève.

#### Du centenaire du Cercle au125eanniversaire(1990-2015)

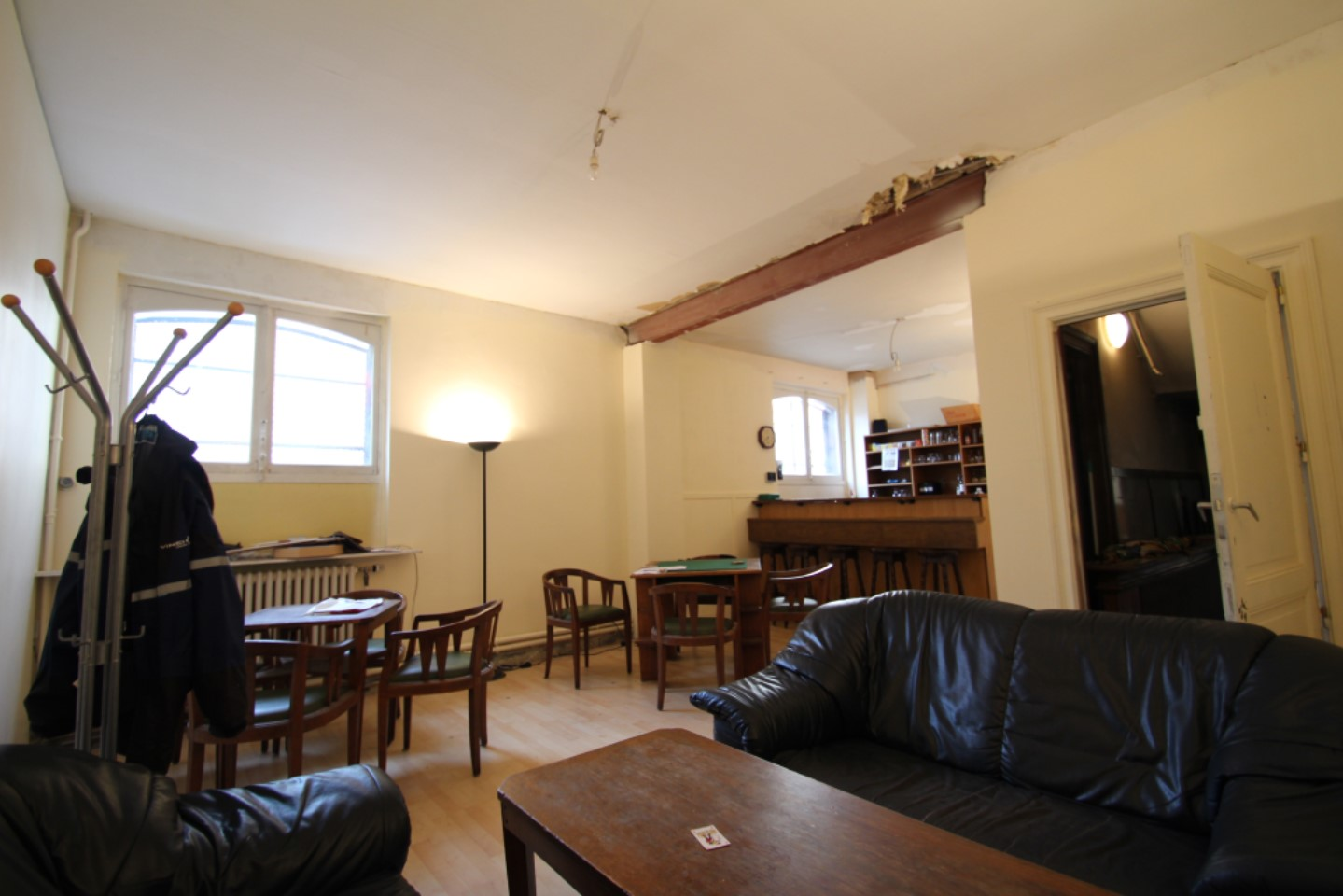
Le nouveau local du Cercle (2015).

La fin des années 1980 avait été marquée par les préparatifs du centenaire du Cercle.
L’année 1990 fut ainsi ponctuée de nombreuses activités comprenant notamment une excursion à Hal, un grand bal à l’Institut, une séance académique, un banquet au centre culturel de Woluwe Sainte-Lambert qui réunit plus de 250 convives et un concert de piano donné en la salle Familia par Olivier De Spiegeleer, ancien élève et sélectionné au concours Reine Élisabeth. À cette occasion, et pour la première fois depuis sa fondation, le Cercle édita un Annuaire et un Mémorial.
En 1991 fut lancé le programme Seniors qui permit la mise sur pied de nombreuses activités destinées
aux plus âgés des membres.
Dans le courant de l’année 1995, en vue de renforcer ses liens avec l’Institut et à l’initiative de Philippe Milde, le Cercle décida de sponsoriser les voyages scolaires au bénéfice des élèves de l’Institut. En vingt ans, c’est ainsi pas moins de 25 000 € qui ont été alloués à ces activités.
Depuis 1996 le Cercle accueille les jeunes anciens à une réception donnée au local du Cercle à la fin du mois de juin à l’issue de la proclamation des résultats.
Cette même année le Cercle renoua avec la tradition en organisant une soirée musicale dans la salle Familia lors de laquelle Olivier De Spiegeleer et d’autres anciens élèves, tous musiciens, se produisirent. Une deuxième soirée musicale se tint
en 2002, avec dix duos et un quatuor, parmi lesquels plusieurs anciens élèves, et ce au profit de l’opération « Télévie ».
Entre 1991 et 2001, les réunions hebdomadaires du lundi soir furent animées par la « Quadrature du Cercle », journal satirique édité par de jeunes anciens.
Plusieurs challenge de whist ont été organisés entre 1998 et 2004 à l’initiative de René Declercq, alors Trésorier du Cercle.
C’est également en 1998 qu’eut lieu la première édition du désormais traditionnel barbecue d’été, qui réunit chaque année une quarantaine d’anciens et leurs familles.
Deux ans plus tard, à l’aube du troisième millénaire, la Revue Sainte-Marie fut rebaptisée Revue Sainte-Marie La Sagesse afin de mieux refléter les conséquences des fusions d’établissement scolaires intervenues à la fin des années 90.

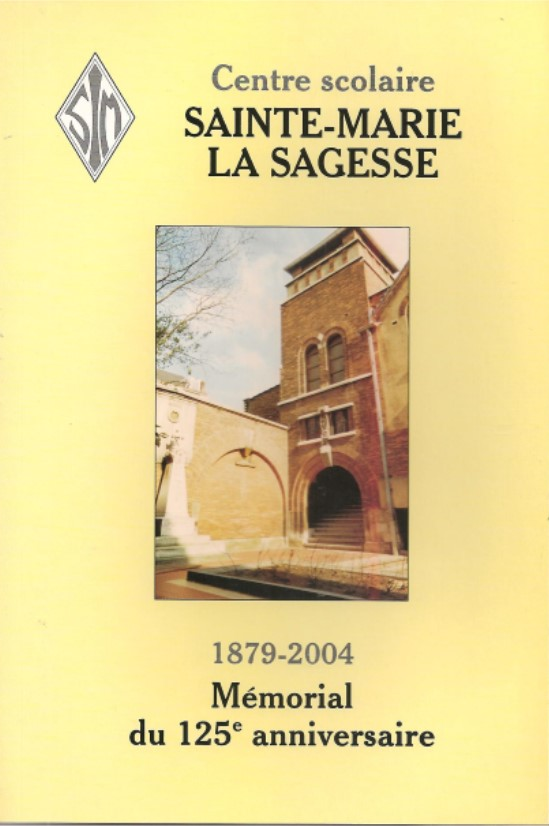
Mémorial du 125e anniversaire de l'Institut Sainte-Marie

Le Centre Scolaire Sainte-Marie La Sagesse fêta son 125e anniversaire en 2004. Le Cercle publia un Mémorial de 250 pages à cette occasion.
En 1999, le Cercle débuta le développement de son site internet qui comporte des centaines de pages.
Aujourd’hui, se pose la question de la présence du Cercle sur les réseaux sociaux. Depuis les débuts de l’informatisation, an 1972, le Cercle n’a jamais pris habitude de dépendre de plateformes informatiques externes pour gérer son fichier de membres riche des noms des plus de 14.000 élèves et professeurs ayant fréquenté Sainte-Marie depuis sa fondation. Le conseil d’administration actuel est bien conscient que les moyens modernes de communication représentent une opportunité pour entrer plus facilement en contact avec les anciens élèves du troisième millénaire, le nombre de nouveaux adhérents étant plus que faible parmi les anciens élèves ayant terminé leurs études ces vingt dernières années.

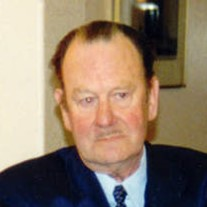
Pierre Van Campenhoudt

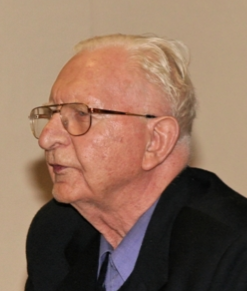
Abert Vermeersch

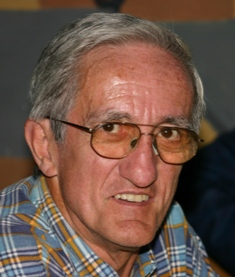
Jean van Hest

Les dix dernières années virent la disparition de figures marquantes du Cercle. Nous[Qui ?] retiendrons particulièrement les noms de Pierre Van Campenhoudt, à qui le Cercle doit notamment ses impressionnantes archives, l’abbé Albert Vermeesch, qui fut aumônier du Cercle pendant près de trente ans, et Jean van Hest, infatigable[réf. nécessaire] gestionnaire du fichier des membres et de la Revue Sainte-Marie La Sagesse.
Le Cercle célèbre le 125e anniversaire de sa fondation en 2015.

### Les présidents du Cercle
1. de 1890 à 1890 : Georges Fourcroy (1872-1954)
2. de 1890 à 1893 : Octave Thuns (?-?)
3. de 1893 à 1897 : Abbé Alphonse-Joseph Moreels (1861-1904)
4. de 1897 à 1910 : Abbé Joseph Tastenhoye (1864-1920)
5. de 1910 à 1912 : Abbé Henry-Jacques De Groof (1872-1935)
6. de 1912 à 1919 : Abbé Albert Michiels (1879-1971)
7. de 1919 à 1920 : Abbé Joseph Lens (1881-1953)
8. de 1920 à 1947 : Abbé Emile van Velsen (?-1957)
9. de 1947 à 1949 :  Adolphe Schottey (1888-1970)
10. de 1949 à 1963 : Jules Dupuis (1896-1963)
11. de 1963 à 1971 : Pierre Van Campenhoudt (1920-1999)
12. de 1971 à 1975 : Robert de Jonghe (1913-1985)
13. de 1975 à 1983 : Jean van Hest (1942-2012)
14. de 1983 à 1987 : Didier Desmedt
15. de 1987 à 1991 : Robert Van Gestel
16. de 1991 à 1999 : Patrick Brusten
17. de 1999 à 2007 : Jean van Hest (1942-2012)
18. de 2007 à 2011 : Daniel Claes
19. de 2011 à 2019 : Patrick Brusten
20. de 2019 à 2020 : Patrick Brusten (ff)
21. depuis 2020 à : Patrick Brusten

### Conseil d'administration actuel

#### Administrateurs
- Philippe Declercq, Directeur du Centre Scolaire
- Brusten Patrick, Président (LG 1980)
- Milde Philippe, Vice-président (R 1987)
- van Moeseke Cédric, Trésorier (R 1995)
- Borgers Christophe, Secrétaire (R 1993)
- Vander Linden Roger (LG 1957)
- Claes Daniel (R 1988)
- Dupont David (R 1988)
- Elskens Pierre Paul, Porte-drapeau (ass. SA 1984)
- De Waet Christian (LG 1957)
- Frisque André (LG 1950)

#### Conseiller
- Borgers Olivier (R 2002)

## Les Fils du Soleil
Chorale composée de professeurs et d'élèves de l'Institut Sainte-Marie fondée en 1969, active dans les années 1970 et 1980, dirigée par Jean-Marie Turbang, instituteur au dit Institut.

## Les Croisés
Mouvement de jeunesse inspiré du scoutisme, propre à l'Institut Sainte-Marie. Le mouvement comprenait deux groupes distincts : les Chevaliers et les Saladins. L'histoire de ce mouvement est liée à la chorale précitée, les premiers disques de cette dernière étant des chants « scouts. » 